# Eschenau
Eschenau är en ort och kommun  i Österrike. Den ligger i distriktet Lilienfeld i förbundslandet Niederösterreich, 62 km väster om huvudstaden Wien.
Kommunen består av sex orter (Ortschaften) (inom parentes invånarantal 1 januari 2024):
- Eschenau (596)
- Laimergraben (22)
- Rotheau (471)
- Sonnleitgraben (23)
- Steubach (155)
- Wehrabach (25)